# 基茨湖
52°37′40″N 14°13′12″E / 52.62778°N 14.22000°E

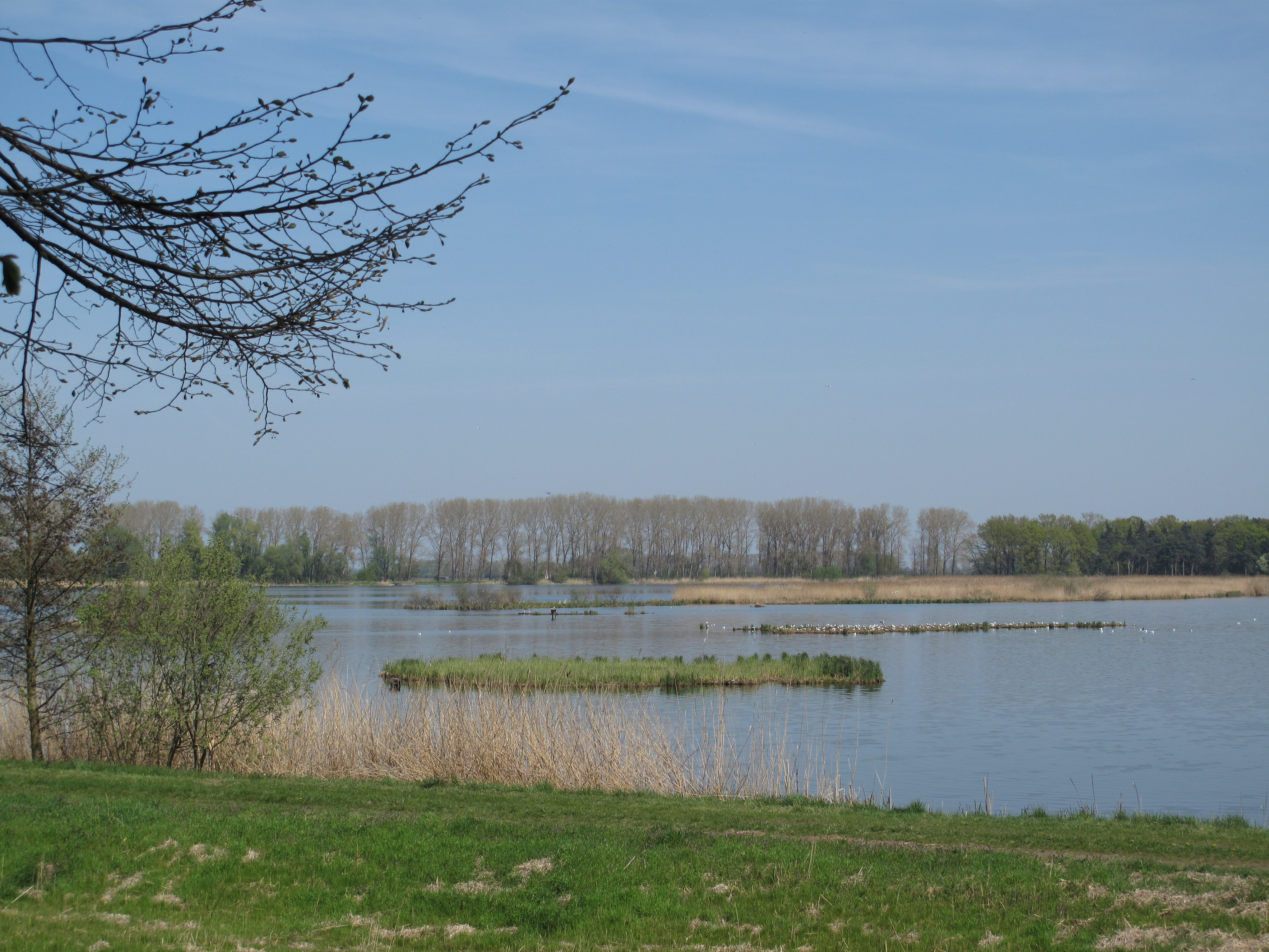

基茨湖（德語：Kietzer See），是德國的湖泊，位於該國西南部，由勃蘭登堡州負責管轄，處於梅爾基施-奧得蘭縣，長3公里、寬1公里，面積2.1平方公里，海拔高度5.8米，最大水深1米。